# Bobicești, Prahova
Bobicești (mai vechi Bobicești-Oprinari și Bobicești-Oprișani) este un sat în comuna Predeal-Sărari din județul Prahova, Muntenia, România.